# ミセル

水溶液中のリン脂質によって形成されうる構造の断面図。この図とは異なるが、2本鎖脂質をこの形状に適合させることは難しいため、ミセルは通常、単鎖脂質によって形成される。

リン脂質が水溶液中で形成するミセルの模式図

ミセル（micelle、複:micelles）またはミセラ（micella、複:micellae）は、界面活性剤のリン脂質分子が液体中に分散した集合体（または超分子集合体）であり、コロイド懸濁液（関連コロイド系とも呼ばれる）を形成する。水中の典型的なミセルは、親水性の頭部領域が周囲の溶媒に接触し、疎水性の単一尾部領域がミセル中心部に隔離された凝集体を形成する。
この相 (そう)は、二重層における単鎖尾部脂質のパッキング挙動に起因して生じる。脂質頭部基の水和により分子に強いられる頭部基あたりの面積を収容しながら、二重層の内部の全容積を満たすことが困難であるため、ミセルが形成される。このようなミセルは、順相ミセル（normal-phase micelle）または水中油型ミセル（oil-in-water micelle）と呼ばれる。逆相ミセル（inverse/reverse micelle）または油中水型ミセル（water-in-oil micelle）は、中心部に頭部基があり、尾部が反対方向に伸びている。
ミセルの形状はほぼ球形である。その他にも、楕円体、円柱、二重層などの形状を含む相も可能である。ミセルの形状や大きさは、その界面活性剤の分子の分子幾何構造と、界面活性剤の濃度、温度、pH、イオン強度などの溶液条件の関数である。ミセルを形成するプロセスはミセル化（micellisation）と呼ばれ、多くの脂質多型性に応じた相挙動の一部を形成する。

## 歴史
石鹸水が洗剤として機能することは、何世紀も前から認識されていた。しかし、このような溶液の構造が科学的に研究されるようになったのは、20世紀の初めになってからのことである。この分野の先駆的な研究は、ブリストル大学のジェームズ・ウィリアム・マクベインによってなされた。1913年、彼はパルミチン酸ナトリウム溶液の優れた電気伝導性を説明するために、早くも「コロイドイオン（colloidal ions）」の存在を仮定していた。この移動性が高い、自然発生的に形成されたクラスターは「ミセル」と呼ばれるようになり、生物学から借用されたこの用語は、G・S・ハートリーの古典的な著書『パラフィン鎖塩：ミセル形成の研究（Paraffin Chain Salts: A Study in Micelle Formation）』で一般化された。ミセルという用語は、19世紀の科学文献で、ラテン語の mica（粒子）に由来する指小辞として、「小さな粒子（tiny particle）」という新しい語を伝えるために作られた。

## 溶媒和
系内に存在するがミセルの一部ではない個々の界面活性剤分子は「モノマー（monomer）」と呼ばれる。ミセルは分子集合体を表しており、個々の構成要素は、周囲の媒質中にある同種のモノマーと熱力学的に平衡状態にある。水中では、界面活性剤がモノマーとして存在するかミセルの一部として存在するかに関わらず、界面活性剤分子の親水性「頭部」は常に溶媒と接触している。しかし、界面活性剤分子の親油性「尾部」は、ミセルの一部になることで水との接触が少なくなる。これが、ミセル形成のためのエネルギー的な駆動力の基礎をなしている。ミセル内では、いくつかの界面活性剤分子の疎水性尾部が集合して油脂状のコアとなり、水と接触しない最も安定した形態をなす。対して界面活性剤のモノマーは、水分子が水素結合によって結びついて作られたケージ（籠（かご）。溶媒和殻という）で囲まれている。この水ケージはクラスレートに類似した氷のような結晶構造を持っており、疎水性効果に従って特徴付けられる。脂質の溶解度は、疎水性効果に従った水構造の秩序化による不利なエントロピーの寄与によって決定される。
イオン性界面活性剤で構成されるミセルでは、溶液中で取り囲むイオン（対イオン（つい）とよぶ）との間で静電的な引力を生じる。最も近接した対イオンは、帯電したミセルを部分的に遮蔽するが（最大92%）、ミセルの帯電の影響は、ミセルからかなり離れた周囲にある溶媒の構造に影響を与える。イオン性ミセル（ionic micelles）は、電気伝導率など、混合液の多くの特性に影響を与える。ミセルを含むコロイドに塩を加えると、静電相互作用の強度が低下し、より大きなイオン性ミセルの形成をもたらす。より正確には、これは系の水和における実効電荷の観点から見たものである。

## 形成エネルギー
ミセルは、界面活性剤の濃度が臨界ミセル濃度（CMC）を超え、さらに、系の温度が臨界ミセル温度（クラフト温度）よりも高い場合にのみ形成される。ミセルの形成は、熱力学を用いて理解することができ、ミセルはエントロピーとエンタルピーとのバランスによって自発的に形成される。水中において、界面活性剤分子の集合は、系のエンタルピーとエントロピーの両面で不利であるという事実にもかかわらず、疎水性効果がミセル形成の駆動力となる。界面活性剤の濃度が非常に低い場合、溶液中にはモノマーのみが存在する。界面活性剤の濃度が増すと、分子の疎水性尾部がクラスター化することによる不利なエントロピーの寄与が、界面活性剤尾部の周囲りの溶媒和殻が解放されることによるエントロピー増加を打ち負かすポイントに到達する。この時点で、一部の界面活性剤の脂質尾部は水から分離されなければならない。そのため、これらはミセルを形成し始めることになる。大まかに言えば、CMCを超えた場合、界面活性剤分子の集合によるエントロピーの損失は、界面活性剤モノマーの溶媒和殻に「閉じ込められた」水分子を解放することによるエントロピーの増加よりも少なくなる。また、界面活性剤の帯電部位の間で起こる静電相互作用のような、エンタルピー的な検討も重要である。

## ミセル充填パラメータ
ミセル充填パラメータ方程式は、「界面活性剤溶液中の分子の自己集合を予測する」ために用いられる。
{\displaystyle {\frac {v_{o}}{a_{e}\ell _{o}}}}
ここに、{\displaystyle v_{o}} は界面活性剤尾部の体積、{\displaystyle \ell _{o}} は尾部の長さ、{\displaystyle a_{e}} は凝集体表面での分子あたりの平衡面積である。

## ブロック共重合体ミセル
ミセルの概念は、界面活性剤の小分子からなるコア-コロナ凝集体を説明するために導入されたが、選択性溶媒中における両親媒性ブロック共重合体の凝集体を説明するためにも拡張されている。これらの2つの系の違いを知ることが重要である。これらの2つの凝集体の大きな違いは、構成要素の大きさである。界面活性剤の分子量は一般に1モルあたり数100グラムであるのに対し、ブロック共重合体の分子量は一般に1-2桁大きくなる。さらに、より大きな親水性および疎水性の部位によって、ブロック共重合体は界面活性剤分子と比較して、より顕著な両親媒性を持つことができる。
このような構成要素の違いから、ブロック共重合体ミセルには界面活性剤のような挙動を示すものと、そうでないものとがある。したがって、この2つの状況を区別する必要がある。前者は動的ミセルに属し、後者は動的凍結ミセルと呼ばれる。

### 動的ミセル
ある種の両親媒性ブロック共重合体ミセルは、界面活性剤ミセルと同様の挙動を示す。これらは一般に動的ミセル（dynamic micelles）と呼ばれ、界面活性剤の交換やミセルの分離／再結合に見られるものと同じ緩和過程を特徴とする。この2種類のミセルでは、緩和過程は同じだが、ユニマー交換の動力学は大きく異なる。界面活性剤系では、ユニマーは拡散律速過程によってミセルから離脱し結合するが、共重合体の場合、侵入速度定数は拡散律速過程よりも遅いものとなる。その過程の速度は、疎水性ブロックの重合度の2/3乗の減少べき則であることがわかった。この違いは、ミセルのコアから出た共重合体の疎水性ブロックがらせん状に巻き付くことに起因する。
動的ミセルを形成するブロック共重合体は、適切な条件下でのトリブロックポロキサマーの一部である。

### 動的凍結ミセル
ブロック共重合体ミセルが、界面活性剤ミセルの特徴的な緩和過程を示さない場合、これらは動的凍結ミセル（kinetically frozen micelles）と呼ばれる。これらは2通りの方法で実現することができる。ミセルを形成するユニマーがミセル溶液の溶媒に溶解しない場合と、ミセルが存在する温度でコア形成ブロックがガラス状になる場合である。これらの条件のどちらかが満たされると動的凍結ミセルが形成される。これらの条件が同時に成立する特別な例として、ポリスチレン-b-ポリ（エチレンオキシド）が挙げられる。このブロック共重合体は、コア形成ブロック（ポリスチレン、PS）の疎水性が高いため、ユニマーが水に不溶であることが特徴である。さらに、PSはガラス転移温度が高く、分子量によっては室温よりも高くなる。この2つの特性によって、十分に高い分子量のPS-PEOミセルの水溶液は、動力学的に凍結していると考えることができる。これは、ミセル溶液を熱力学的平衡に向かわせるような緩和過程は不可能であることを意味する。これらのミセルに関する先駆的な研究は、アディ・アイゼンバーグ（Adi Eisenberg）によって行われた。また、緩和過程の欠如により、形成される可能性のある形態に大きな自由度があることも示された。さらに、動的凍結ミセルは希釈に対して安定であり、その形態は多岐にわたるため、例えば長期循環型の薬物送達ナノ粒子の開発するうえで興味深いものである。

## 逆相ミセル
非極性溶媒では、親水性の頭部基が周囲の溶媒にさらされることでエネルギー的に不利となり、油中水系が形成される。この場合、親水性基はミセルのコアに隔離され、疎水性基は中心から離れるように伸びる。このような逆相ミセル（逆ミセルともいう）は、親水基の隔離によって極めて不利な静電相互作用を生じることで、頭部基の電荷の増加に比例して形成されづらいものとなる。
多くの界面活性剤／溶媒系では、ごく一部の逆相ミセルが自発的に +qe または -qe の正味電荷を獲得することが良く知られている。この帯電は解離／会合メカニズムではなく不均化／均化比メカニズムによって起こり、この反応の平衡定数は10−4から10−11のオーダーであり、これは約1/100 - 1/10万分のミセルが帯電することを意味する。

## スーパーミセル

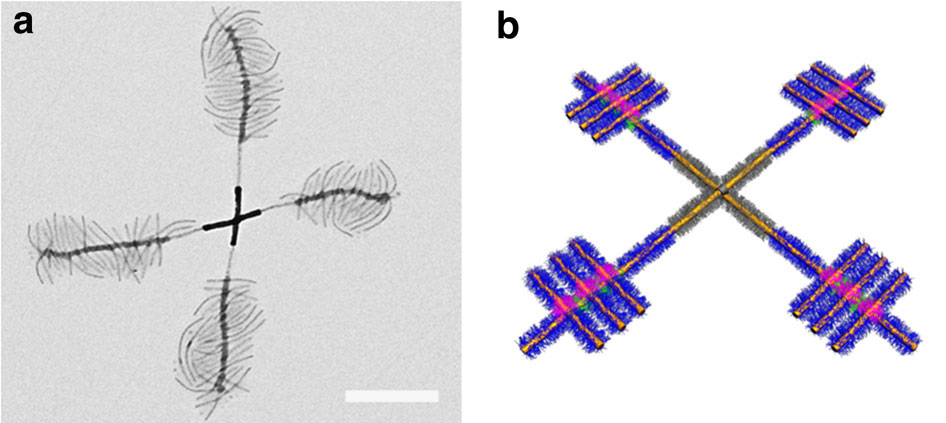
(a) i-PrOH中で形成された風車のようなスーパーミセルのTEM像(溶媒蒸発後)。スケールバーは500 nm。(b)スーパーミセルの略図。

スーパーミセルは、個々の構成要素もミセルである階層的なミセル構造（超分子集合体という）である。 スーパーミセルは、特殊な選択性溶媒中で、長い円柱状のミセルを放射状の十字型、星型、またはタンポポ様のパターンに自己集合化するなど、ボトムアップの化学的アプローチにより形成される。固体ナノ粒子を溶液に添加して、核形成中心として作用させ、スーパーミセルの中心コアを形成させることができる。一次円筒状ミセルの幹は、強い共有結合でつながったさまざまなブロック共重合体から構成され、スーパーミセル構造内では、水素結合、静電相互作用、または疎溶媒性相互作用によって緩く結合されている。

## 用途
界面活性剤が臨界ミセル濃度（CMC）を超えて存在すると乳化剤として作用し、通常は（使用する溶媒に）不溶な化合物を溶解することができる。これは、不溶性化学種がミセルコアに取り込まれるために起こり、ミセルコア自体は、頭部基と溶媒種との有利な相互作用によって大量の溶媒に溶解する。この現象の代表例は洗剤で、水だけでは除去できない難溶性の親油性物質（指油やワックスなど）を洗浄するものである。洗剤はまた、水の表面張力を下げ、表面から物質を取り除きやすくすることでも洗浄する。また、界面活性剤の乳化特性は、乳化重合の基礎ともなる。
ミセルはまた、化学反応においても重要な役割を担っている。ミセル化学（micellar chemistry）では、ミセル内部に化学反応を閉じ込めることで、場合によっては多段階の化学合成をうまく実現することができる。そうすることで、反応収率を高め、特定の反応生成物（疎水性分子など）に適した条件を創出し、必要な溶媒や副産物および必要条件（極端なpHなど）を減らすことが可能になる。このような利点から、ミセル化学はグリーンケミストリーの一形態と見なされている。しかしながら、ミセル形成が化学反応を阻害することもある。たとえば、反応分子が酸化に対して脆弱な分子成分を遮蔽するミセルを形成することがあげられる。
ミセル形成は、脂溶性ビタミンや複雑な脂質を人体が吸収するのに不可欠である。肝臓で作られ胆嚢から分泌される胆汁酸塩によって、脂肪酸のミセルが形成される。これにより、ミセル内の複雑な脂質（レシチンなど）や脂溶性ビタミン（A、D、E、K）が小腸で吸収できるようになる。
凝乳過程では、カゼインの可溶性部分であるκ-カゼインにプロテアーゼが作用し、不安定なミセル状態を引き起して凝固物が形成される。
ミセルはまた、金ナノ粒子として標的化ドラッグデリバリーに利用することができる。

## 参照項目
- 臨界ミセル濃度 (CMC) - ミセルが形成され、系に加えられた全ての追加の界面活性剤がミセルとなる界面活性剤の濃度
- ミセル液体クロマトグラフィー（英語版） - 移動相としてミセル水溶液を用いる逆相液体クロマトグラフィーの一種
- ミセル溶液（英語版） - 溶媒（通常は水）中にミセルが分散したもの
- ミセル可溶化（英語版） - 可溶化物をミセル内またはミセル内またはミセル上に取り込ませる過程
- 脂質二重層 - 極性を持った薄いリン脂質が二層になった膜
- リポソーム - 少なくとも1つの脂質二重層を有する球状の小胞
- 界面活性剤 - 2つの液体間、気体と液体間、液体と固体間の表面張力（または界面張力）を低下させる化合物
- 小胞 - 細胞内または細胞外の、脂質二重層で囲まれた液体または細胞質からなる構造
- 両親媒性分子 - 親水性と親油性の両方の性質を持つ化合物